# Morella lindeniana
Morella lindeniana är en porsväxtart som först beskrevs av C.Dc., och fick sitt nu gällande namn av Sandra Diane Knapp. Morella lindeniana ingår i släktet Morella och familjen porsväxter. Inga underarter finns listade i Catalogue of Life.